# Kathrin Götz
Pour les articles homonymes, voir Götz.
Kathrin Götz, née le 27 décembre 1979, est une traileuse suisse. Elle est championne suisse de trail 2018 et a notamment remporté deux fois l'Eiger Ultra Trail.

## Biographie
Kathrin commence la compétition en athlétisme en se spécialisant en course sur route. Durant ses études d'enseignante à Berne, elle découvre la discipline du triathlon et se spécialise dans les longues distances. Elle se qualifie notamment pour les championnats du monde d'Ironman à Hawaï en 2003 et 2004,,.
Elle met sa carrière sportive entre parenthèses durant les années 2005 à 2010 et donne naissance à ses trois filles. En 2010, elle reçoit un dossard pour le marathon de la Jungfrau et décide d'y participer malgré le fait qu'elle ne soit pas entraînée. Elle termine 49e en 4 h 27 min 7 s et tombe amoureuse de la discipline de course en montagne. Elle s'essaie à plusieurs épreuves mais se sent plus à l'aise sur les sentiers techniques et s'oriente alors vers le trail en 2015. Décidant de s'y investir davantage, elle cherche alors un entraîneur et rencontre Thomas Hürzeler avec lequel elle travaille pour parvenir à hausser son niveau.
Kathrin connaît une excellente saison 2016 et se révèle sur la scène internationale du trail. Elle remporte la victoire au Scenic Trail K54 puis s'inscrit à l'Eiger Ultra Trail. Voulant d'abord prendre part à la course E51, elle se lance sur le grand parcours E101 sur conseil de son entraîneur,. N'ayant jamais couru plus de 100 kilomètres, elle effectue une excellente course et reste dans le sillage d'Andrea Huser. Elle conserve sa deuxième place jusqu'à la fin, terminant à moins de trente minutes d'Andrea. Le 3 septembre, elle revient à ses premières amours et prend part aux championnats du monde de duathlon longue distance à Zofingue. Tandis que Nina Brenn lutte pour la victoire face à Emma Pooley, Kathrin effectue une solide course et termine au pied du podium. Le 29 octobre, elle prend part aux championnats du monde de trail à Gerês. Elle est victime d'une crise de déshydratation mais parvient à tenir le coup. Elle termine meilleure Suissesse à la sixième place en 10 h 30 min 41 s.
Le 9 juin 2018, Kathrin s'élance comme favorite sur le Scenic Trail K54 qui accueille les championnats suisses de trail. Assumant son rôle, elle domine la course et s'impose avec quinze minutes d'avance sur Nina Brenn, remportant le titre. Le 13 juillet, elle effectue une excellente course à l'Eiger Ultra Trail et s'empare des commandes au kilomètre 47. Suivie de près par l'Allemande Eva Sperger, Kathrin contrôle la course et s'impose en 13 h 49 min 6 s.
À la suite de sa troisième place en 2018, Kathrin s'élance à nouveau sur le Lavaredo Ultra Trail en 2019 avec la ferme intention de se battre pour la victoire. Imposant son rythme soutenu, elle largue ses concurrentes à mi-parcours et s'impose avec près de trente minutes d'avance sur Audrey Tanguy. Prenant le départ de l'Eiger Ultra Trail en tant que favorite, Kathrin survole les débats et remporte facilement la victoire, reléguant sa plus proche poursuivante Ajda Radinja à plus de quarante minutes. Elle fait son retour sur la TDS, fermement décidée à terminer l'épreuve après son abandon de 2018. Alors qu'Audrey Tanguy et Hillary Allen se battent en tête, Kathrin s'accroche pour conserver la troisième place, terminant à plus de deux heures du duo de tête.

## Palmarès

### Marathon de montagne
| no  | féminin            | Course         | Longueur | Départ          | Temps           |
| --- | ------------------ | -------------- | -------- | --------------- | --------------- |
| 27e | Médaille d'or      | Kaisermarathon | 42,2 km  | 5 octobre 2013  | 4 h 3 min 37 s  |
| 33e | Médaille de bronze | Kaisermarathon | 42,2 km  | 10 octobre 2015 | 4 h 13 min 27 s |
| 26e | Médaille d'argent  | Kaisermarathon | 42,2 km  | 6 octobre 2018  | 4 h 19 min 11 s |

### Trail
| no  | féminin            | Course                           | Longueur | Départ            | Temps            |
| --- | ------------------ | -------------------------------- | -------- | ----------------- | ---------------- |
| 11e | Médaille d'or      | Transruinaulta Run               | 42 km    | 24 octobre 2015   | 3 h 51 min 38 s  |
| 20e | Médaille d'or      | Scenic Trail K54                 | 54 km    | 11 juin 2016      | 7 h 10 min 43 s  |
| 16e | Médaille d'argent  | Eiger Ultra Trail                | 101 km   | 15 juillet 2016   | 13 h 39 min 22 s |
| 54e | 6e                 | Championnats du monde de trail   | 85 km    | 29 octobre 2016   | 10 h 30 min 41 s |
| 12e | Médaille d'or      | Trail des Dents-du-Midi          | 57 km    | 6 septembre 2017  | 7 h 19 min 58 s  |
| 27e | Médaille d'or      | Trail du Petit Ballon            | 52 km    | 18 mars 2018      | 5 h 26 min 39 s  |
| 26e | Médaille d'or      | Scenic Trail K54                 | 54 km    | 9 juin 2018       | 7 h 15 min 57 s  |
| 30e | Médaille de bronze | Lavaredo Ultra Trail             | 120 km   | 22 juin 2018      | 15 h 3 min 4 s   |
| 18e | Médaille d'or      | Eiger Ultra Trail                | 101 km   | 13 juillet 2018   | 13 h 49 min 6 s  |
| 7e  | Médaille d'or      | Montreux Trail Festival - MXAlps | 60 km    | 28 juillet 2018   | 8 h 51 min 0 s   |
| 10e | Médaille d'or      | Trail des Dents-du-Midi          | 57 km    | 15 septembre 2018 | 7 h 21 min 33 s  |
| 10e | Médaille d'or      | Trail du Petit Ballon            | 54 km    | 17 mars 2019      | 5 h 11 min 54 s  |
| 22e | Médaille d'or      | Lavaredo Ultra Trail             | 120 km   | 28 juin 2019      | 14 h 59 min 52 s |
| 24e | Médaille d'or      | Eiger Ultra Trail                | 101 km   | 19 juillet 2019   | 14 h 5 min 27 s  |
| 37e | Médaille de bronze | TDS                              | 145 km   | 28 août 2019      | 23 h 46 min 37 s |
| 8e  | Médaille d'or      | Ultra Trail Lago d'Orta          | 60 km    | 19 octobre 2019   | 6 h 59 min 41 s  |
| 23e | Médaille d'argent  | Swiss Alpine Marathon K68        | 68 km    | 25 juillet 2020   | 7 h 20 min 29 s  |
| 18e | Médaille d'argent  | Ultra Trail Barcelona            | 82 km    | 8 mai 2021        | 11 h 22 min 29 s |
| 19e | Médaille d'or      | Eiger Ultra Trail E51            | 51 km    | 17 juillet 2021   | 6 h 13 min 19 s  |
| 17e | Médaille d'or      | Maxi-Race du Lac d'Annecy        | 82 km    | 30 octobre 2021   | 11 h 31 min 13 s |
| 21e | Médaille de bronze | Ultra Trail de l'île de Madère   | 115 km   | 23 avril 2022     | 16 h 39 min 11 s |
| 11e | Médaille d'argent  | Trail 100 Andorra - 50K          | 50 km    | 24 juin 2023      | 6 h 53 min 42 s  |
| 25e | Médaille d'argent  | Wildstrubel by UTMB              | 113 km   | 15 septembre 2023 | 16 h 0 min 59 s  |
| 23e | Médaille d'argent  | Transgrancanaria Advanced        | 84 km    | 24 février 2024   | 10 h 3 min 11 s  |